# Christian Peruchini
Christian Peruchini, né le 23 août 1985 à Córdoba en Argentine, est un footballeur italo-argentin. 

## Biographie
Christian Peruchini a notamment joué au poste de milieu offensif - attaquant avec l'équipe des  Girondins de Bordeaux (1,74 m pour 64 kg).

## Clubs
- 2003 - juillet 2006 :  Sportivo Belgrano.
- Juillet 2006 - Décembre 2006 :  Sangiovannese.
- Janvier 2007 - 2007 :  Girondins de Bordeaux B

## Palmarès
- 2007 : Vainqueur de la coupe de la ligue avec les Girondins de Bordeaux (malgré 0 minute disputé toutes compétitions confondues)